# Xian de Xiuwu
Le xian de Xiuwu (修武县 ; pinyin : Xiūwǔ Xiàn) est un district administratif de la province du Henan en Chine. Il est placé sous la juridiction de la ville-préfecture de Jiaozuo.

## Démographie
La population du district était de 286 860 habitants en 1999.